# Oscar Rathbun
Oscar Jenckes Rathbun (* 12. März 1832 in  Woonsocket, Rhode Island; † 1. Februar 1892 in Providence, Rhode Island) war ein US-amerikanischer Politiker. Zwischen 1883 und 1885 war er Vizegouverneur des Bundesstaates Rhode Island.

## Werdegang
Oscar Rathbun besuchte die Worcester High School in Massachusetts und das Clinton Liberal Institute im Staat New York. Anschließend arbeitete er im Warengeschäft seines Vaters. Nach dessen Tod gab er diesen Beruf auf und wurde in der Bankenbranche tätig. Er war Kassierer bei der Woonsocket Falls National Bank und dann bei der Citizens’ National Bank. Bis 1860 war er auch Finanzverwalter (Treasurer) bei der Citizens’ Savings Bank. Er betrachtete das Bankgewerbe aber nur als Sprungbrett, um als Unternehmer Karriere zu machen. Ab 1860 war er in der Kleiderindustrie tätig. Er wurde Präsident der Harris Woolen Company und der Household Sewing Machine Company sowie der Straßenbahngesellschaft von Woonsocket. Außerdem wurde er Leiter der Citizens’ National Bank und blieb somit teilweise noch im Bankengeschäft. Anfang der 1870er Jahre war Rathbun einer der führenden Industriellen in Woonsocket. Neben seinen bereits erwähnten Tätigkeiten saß er im Vorstand oder war Direktor verschiedener anderer Unternehmen. Dazu gehörten Versicherungen, Eisenbahnen, die Woonsocket Gas Company und viele andere mehr.
Politisch schloss sich Rathbun der Republikanischen Partei an. Zwischen 1880 und 1882 saß er im Senat von Rhode Island. Im Jahr 1882 wurde er an der Seite von Augustus O. Bourn zum Vizegouverneur von Rhode Island gewählt. Dieses Amt bekleidete er zwischen 1883 und 1885. Dabei war er Stellvertreter des Gouverneurs und Vorsitzender des Staatssenats. Nach seiner Zeit als Vizegouverneur zog er sich aus der Politik zurück, um sich wieder vermehrt seinen Geschäften zu widmen. Allerdings litt er zunehmend an Herzproblemen. 1891 gab er daher die Leitung der Harris Woolen Company ab. Andere Positionen behielt er weiterhin bei. Am 1. Februar 1892 war er in Providence, um an der Jahresversammlung der Providence and Worcester Railroad Company teilzunehmen. Bei dieser Gelegenheit wurde er erneut in deren Vorstand gewählt. Am Nachmittag desselben Tages fühlte er sich unwohl und wollte nach Woonsocket zurückkehren. Er schaffte es aber nur noch bis zum Bahnhof, wo er plötzlich verstarb.